# Muromonab-CD3

Muromonab-CD3 – lek immunosupresyjny. Jest to mysie przeciwciało monoklonalne klasy IgG zbudowane z 2 łańcuchów lekkich i 2 łańcuchów ciężkich. Jest stosowany w transplantologii.

## Mechanizm działania
Łączy się z antygenem CD3 znajdującym się na powierzchni limfocytów T, blokując w ten sposób receptor TCR. Wynikiem tego jest brak możliwości rozpoznawania obcych antygenów przez limfocyty T – zostaje zablokowana faza indukcyjna i efektorowa cytolizy oraz odpowiedź proliferacyjna limfocytów T na antygeny MHC klasy I i II.
Pośrednim efektem łączenia leku z receptorem TCR jest masywne uwalnianie cytokin co powoduje występowanie licznych efektów ubocznych.

## Wskazania
- leczenie ostrej reakcji odrzucania przeszczepu nerki
- leczenie ostrej reakcji odrzucania przeszczepu wątroby i serca – wskazanie niezarejestrowane w Polsce

## Przeciwwskazania
- nadwrażliwość na lek
- przewodnienie chorego
- nadciśnienie tętnicze
- drgawki w wywiadzie

## Działania niepożądane
- reakcja alergiczna
  - wczesne reakcje alergiczne:
    - pokrzywka
    - świąd
    - obrzęk naczynioruchowy
    - wstrząs anafilaktyczny

  - późne reakcje alergiczne:
    - zapalenie stawów
    - choroba posurowicza
    - eozynofilia
    - odkładanie kompleksów immunologicznych w naczyniach i nerkach
- zespół uwalniania kinin:
  - dreszcze
  - gorączka
  - bóle głowy
  - nudności, wymioty
  - dolegliwości bólowe mięśni, stawów, brzucha
- obrzęk płuc
- duszność
- skurcz oskrzeli
- świsty
- niewydolność oddechowa
- bezdech
- zaburzenia rytmu
- wahania ciśnienia tętniczego
- nasilenie objawów choroby niedokrwiennej serca
- zawał serca
- zatrzymanie krążenia
- drgawki
- aseptyczne zapalenie opon mózgowo-rdzeniowych
- obrzęk mózgu
- afazja
- uogólnione porażenie
- niedowład kończyn
- zaburzenia ukrwienia OUN
- dezorientacja
- halucynacje słuchowo-wzrokowe
- psychoza
- zaburzenia afektu
- zaburzenia świadomości
- śpiączka
- niewydolność nerek
- zwiększona podatność na zakażenia
- posocznica
- zapalenie płuc
- zapalenie wątroby
- zapalenie trzustki
- leukopenia
- trombocytopenia
- owrzodzenia przewodu pokarmowego

Muromonab-CD3 może indukować powstawanie nowotworów (głównie układu chłonnego i skóry).

## Dawkowanie
Według zaleceń lekarza.

## Preparaty
- Orthoclone OKT 3